# راوية صادق
راوية صادق (9 أكتوبر 1952 -) صحفية وفنَّانة تشكيلية ومترجِمة مصرية.

## حياته ونشأته
ولدت بالقاهرة في 9 أكتوبر 1952، حصلت علي ليسانس كلية الآداب جامعة عين شمس سنة 1975 قسم لغة فرنسية، وحصل علي بكالوريوس المعهد العالى للسينما قسم مونتاج 1980، حصلت علي تمهيدى ماجستير من بالمعهد الفرنسي بالمنيرة حتي 1982.

## مسيرته[4]
- مترجمة عن الإنجليزية والفرنسية .[5]
- صحفية بوكالة أنباء الشرق الأوسط .[6]
- خبيرة متطوعة في مجال النشاط البصرى في مركز الطفل العامل ومجتمعه المحلى منذ 2003 .[7]
- خبيرة متطوعة في مجال النشاط البصرى في مؤسسة أنس الوجود التعليمية لذوى الاحتياجات الخاصة منذ 2007 .[8]
- تشارك في ورشة سوا للأطفال بمجموعة من أطفال مؤسسة أنس الوجود منذ أبريل 2008 .[9]

## مؤلفاته[10]
- غلاف ولوحة رواية يوميات الهزيمة للكاتب السكندرى على أحمد نجيب 1996 المنشور على نفقته الخاصة .
- لوحة غلاف خطوط الوهم الرائعة والرسومات الداخلية لقصص للروائية اللبنانية إميلى نصر الله المترجمة إلى الإنجليزية، دار إلياس للطباعة الحديثة 1996- القاهرة .
- لوحة غلاف هبة الطوطم سلسلة آفاق الترجمة - الهيئة العامة لقصور الثقافة 1995.
- كتب مترجمة عن الفرنسية : - هبة الطوطم (حكايات وأساطير الهنود الحمر) سلسلة آفاق الترجمة الهيئة العامة لقصور الثقافة -القاهرة 1995.[11]
- اغتيالات للذكرى (رواية) تأليف ديدييه دينانكس دار شرقيات القاهرة 1996.
- قصيدة النثر من بودلير حتى وقتنا الراهن- تأليف سوزان برنار - الجزء الأول - دار شرقيات - القاهرة 1998 .
- قصيدة النثر من بودلير حتى الوقت الراهن - تأليف سوزان برنار - الجزء الثانى - دار شرقيات - القاهرة، 2000 .
- ماجريت - تأليف برنار نويل- دار شرقيات - القاهرة 2001 . - الفن المعاصر - كاترين مييه - دار شرقيات - القاهرة 2002 .
- العمارة والفلسفة - جان نوفيل وجان بودريار - دار شرقيات - القاهرة 2003 . - أبعديه الجن- كاتيا ثابت - دار البستانى 2006 .
- كتب مترجمة عن الإنجليزية : - ابن رشد عالم مسلم - فيلسوف وطبيب القرن الثانى عشر - دار إلياس 2007 .[12]